# 高知県立高知海洋高等学校
高知県立高知海洋高等学校（こうちけんりつ こうちかいようこうとうがっこう、英称:Kochi Prefectural Kochi Marine High School）は、高知県土佐市宇佐町福島にある県立水産高等学校。

## 設置学科

### 本科
- 海洋学科[2]
  - 航海コース（マリン系・船舶系）
  - 機関コース（海洋機器系・船舶系）
  - 食品科学コース（調理系・加工系）
- 船舶職員養成課程[注 1]

### 専攻科
- 航海専攻科[2]
- 機関専攻科[2]

## 沿革
高知県立室戸岬水産高等学校・高知県立高岡高等学校宇佐分校・高知県立清水高等学校漁業科を統合し、県内唯一の海洋系高校として設置した。なお前身となった3高校はいずれも1999年（平成11年）3月31日限りで閉校している。
- 1996年9月1日 - 高知追手前高等学校内に仮事務所を設置して「高知県立高知海洋高等学校」を開設[6]。水産に関する3学科計6コース（マリン技術科・マリン工学科・マリン科学科）を設置[6]。
- 1997年1月1日 - 高岡高校宇佐分校内に仮事務所を移転して「高知県立高知海洋高等学校事務所」を設置[6]。
- 1997年4月7日 - 開校式・入学式を挙行した[6]。
- 1999年8月1日 - 航海専攻科・機関専攻科・情報通信専攻科の配置決定。
- 2006年4月7日 - 学科改編で1学科4類型となる[6]。
- 2009年4月1日 - 船舶職員養成課程（5年一貫教育）を設置。

## 主な出身者
- 山口菜津子 - 女子競輪選手
- 野村貴仁- 元プロ野球選手。前身の1つである高岡高校宇佐分校出身